# مسجد شاهزاده (سرآب)
مسجد شاهزاده مربوط به دوره قاجاریان است و در استان آذربایجان شرقی، شهرستان سرآب، بخش مرکزی، خیابان قدس جنوبی، کوچه شاهزاده واقع شده است. این اثر در تاریخ ۱۳۸۹/۱۱/۱۹ با شمارهٔ ثبت ۲۹۵۶۹ به‌عنوان یکی از آثار ملی ایران به ثبت رسیده‌است.